# Lekkoatletyka na Letnich Igrzyskach Paraolimpijskich 2004 – bieg na 200 metrów kl. T35 mężczyzn
W biegu na 200 metrów kl. T35 (zawodnicy stojący z porażeniem mózgowym) mężczyzn podczas Letnich Igrzysk Paraolimpijskich 2004 rywalizowało ze sobą 7 zawodników.

## Wyniki

### Finał
| Poz. | Zawodnik           | Narodowość        | Rezultat | Uwagi |
| ---- | ------------------ | ----------------- | -------- | ----- |
| 1    | Teboho Mokgalagadi | Południowa Afryka | 26.80    | PR    |
| 2    | Jon Halldorsson    | Islandia          | 27.27    |       |
| 3    | Lloyd Upsdell      | Wielka Brytania   | 27.82    |       |
| 4    | Hugues Quiatol     | Francja           | 29.21    |       |
| 5    | Juan Serrano       | Hiszpania         | 31.94    |       |
| 6    | Ernesto Margni     | Argentyna         | 34.32    |       |
|      | Richard White      | Wielka Brytania   | DNF      |       |